# 藤原為信女
藤原為信女（ふじわら の ためのぶ の むすめ、生没年不詳）は、平安時代の女性。紫式部の母親と伝わる。

## 略歴
摂津守・藤原為信の娘。天禄初年ごろ、播磨権少掾を務めていた藤原為時と結婚し、紫式部、藤原惟規、その同母姉の1男2女をもうけた。紫式部たちの幼いころに亡くなってしまったらしく、伝記は明らかではない。

## 関連作品
- 大河ドラマ『光る君へ』（2024年、演：国仲涼子） - 作中の名前はちやはとなっている。